# Актобе (городище, Жамбылская область)
Актобе (каз. Ақтөбе; также известно под названием Степнинское) — раннесредневековое городище на территории Шуского района Жамбылской области Казахстана. Входит в список Всемирного наследия ЮНЕСКО в Казахстане и список Памятников истории и культуры Казахстана республиканского значения.

## Описание
Городище Актобе располагается в 3 км к юго-востоку от села Актобе (Шуский район, Жамбылская область) и занимает площадь по обе стороны реки Аксу.
Город был населён с VI по XIII вв., пережив расцвет сперва Тюркского и Карлукского каганатов, а затем государств Караханидов и Каракиданей.
Актобе состоит из двух цитаделей, двух шахристанов и рабада. Размеры шахристанов — 380×250 м и 300×250 м. Город укреплён глубоким рвом и двумя длинными валами, протяжённость одного из которых составляет 17 км, а другого — 25 км. К внешнему валу с западной и южной сторон примыкают четыре полукольца дополнительных валов.
В центре одного из шахристанов на естественном 7—8-метровом возвышении располагался дворец правителя, состоящий из 20 комнат. До наших дней сохранились фрагменты стен 1—1,5 м высотой и полов. Стены сложены из обожжённого кирпича размерами от 42×20×11 см до 45×21×18 см и покрыты плитками из пахсы размерами 40×60 см. Полы выложены керамической плиткой размерами 22×22×4-5 см. Рядом с дворцом располагались городская площадь и баня.
Рабад снабжался водой из реки Аксу. Водопроводные трубы диаметром 10—20 см, состоявшие из звеньев длиной 50-60 см, были сделаны из обожжённой глины. На улицах была организована система арыков.

## Археологические исследования
Городище Актобе открыто в 1894 году В. В. Бартольдом. Первые археологические раскопки проводились в 1941 году под руководством Г. И. Пацевича. В 1974 городище исследовалось археологической экспедицией КазГУ. К настоящему времени раскопаны дворцовый комплекс, основание мечети, загородные усадьбы и другие объекты.
В шахристане найдено множество ювелирных изделий X—XII вв. и свыше 3 тысяч медных монет, а также различные нефритовые поделки и керамические сосуды с антропоморфными признаками.
Большой интерес учёных вызвали такие находки, как нефритовая подвеска с христианской символикой и украшенные крестами полы в раскопанной винодельне. Это позволяет судить о присутствии христианства в Семиречье домонгольского периода.

## Охранный статус
Городище Актобе входит в список памятников истории и культуры Казахстана республиканского значения. С 2014 года Актобе включено в список Всемирного наследия ЮНЕСКО в Казахстане вместе с другими объектами Великого шёлкового пути в Чанъань-Тянь-Шанском коридоре.

## Отождествление Актобе и Баласагуна
Историк Уахит Шалекенов, исследовавший городище в 1976—1978 годах, отождествлял городище Актобе со средневековым городом Баласагуном. Однако данная точка зрения поддерживается не всеми историками.